# Eleições gerais na Serra Leoa em 1962
As eleições gerais na Serra Leoa em 1962 foram realizadas em maio daquele ano, pouco mais de um ano após o país alcançar a independência do Reino Unido. Este foi o primeiro sufrágio universal no país. As eleições foram vencidas pelo Partido do Povo da Serra Leoa (SLPP), embora seu partido tenha recebido menos votos do que candidatos independentes. O líder do SLPP, Milton Margai, permaneceu como primeiro-ministro.
Um total de 216 candidatos disputaram as 62 cadeiras do Parlamento, das quais sete foram vencidas sem oposição; quatro pelo SLPP, dois pelo Congresso de Todo o Povo (APC) e um por um candidato independente. O SLPP lançou 59 candidatos, enquanto o APC lançou 32. Quatro candidatos foram lançados pelo Movimento de Independência Progressiva de Serra Leoa e o Partido Progressista Unido, cada um. Outros 117 candidatos eram independentes.